# The Eternal City (pel·lícula de 1915)

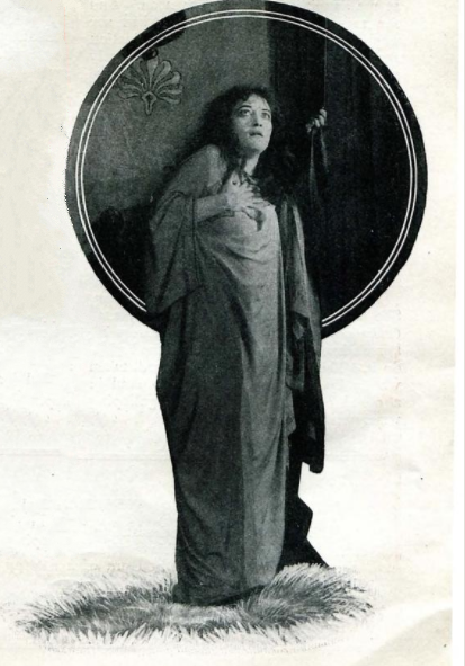
Pauline Frederick com a Dona Roma

The Eternal City és una pel·lícula muda de la Famous Players Film Company dirigida per Hugh Ford i Edwin S. Porter i protagonitzada per Pauline Frederick en el que fou el seu debut cinematogràfic. La pel·lícula, basada en la novel·la homònima de Hall Caine, es va filmar en bona part a Itàlia i Anglaterra abans que la filmació fos interrompuda per l’adveniment de la Primera Guerra Mundial. Es va estrenar el 12 d’abril de 1915.

## Argument
L'esposa de Leone, un membre de la guàrdia papal, s'ofega, pensant erròniament que el seu marit l'ha abandonada. Llavors, ell, devastat emocionalment, ingressa en un monestir deixant el seu nadó, David, a càrrec d’unes monges. Quan creix, un home s’emporta el nen i el fa demanar caritat i robar pels carrers de Londres. David aconsegueix alliberar-se quan s'adorm durant una tempesta de neu a la porta d'un refugiat polític italià, el doctor Roselli, que el cria amb la seva filla Donna Roma. Anys més tard, Leone es converteix en el Papa Pius XI i el primer ministre italià, el baró Bonelli, ha confiscat les propietats de Roselli i ha pres Donna Roma com a amant. David, ara líder socialista conegut com David Rossi, denuncia Bonelli i la seva amant davant una multitud al Coliseu. Avergonyida i enfadada, Donna Roma planeja trencar el cor d'en David, però quan s'assabenten que van ser companys de joc de la infància, s'enamora i es casen. David aconsegueix eludir el complot de Bonelli per matar-lo i fuig cap a Londres. Allà creu que Donna Roma I Bonelli conspiren per fer-lo tornar a Itàlia i mata Bonelli. Donna Roma accepta la culpa i David descobreix que el papa és el seu pare el qual el convenç de perdonar-la.

## Repartiment
- Pauline Frederick (Donna Roma)
- Thomas Holding (David Rossi)
- Kittens Reichert (Roma de petita)
- Arthur Oppenheim (David de petit)
- George Stillwell (Leone)
- Della Bella (esposa de Leone)
- Frank Losee (baró Bonelli)
- Fuller Mellish (Papa Pius XI)
- J. Jiquel Lanoe (Charles Minghelli)
- George Majeroni (Dr. Roselli)
- John Clulow (Bruno Rocco)
- Amelia Rose (Elena Rocco)
- Freddie Verdi (Joseph Rocco)
- Lottie Alter (princesa Bellini)
- Lawrence Grant (ambaixador anglès)
- Macey Harlam (membre de l’ambaixada)
- Walter Craven (membre de l’ambaixada)
- F.Gaillard (The Baker)
- Mary Lander (The Baker's Wife)
- Robert Vivian (pare Pifferi)
- Herbert Huben (Padrone)
- William Lloyd (Felice)
- J. Albert Hall (Prosecuting Attorney)

## Producció
Durant els primers mesos de 1914, poc abans que Itàlia entrés en la Primera Guerra Mundial, la Famous Players va començar la filmació de la pel·lícula a Roma amb un pressupost de 100.000 dòlars. Per aconseguir la cooperació dels governs d’Itàlia i del Vaticà es va evitar indicar que es tractava de l’adaptació de la novel·la “The Eternal City” de Hal Caine, ja que pel seu contingut havia estat prohibida a Itàlia. Tot i les dificultats van filmar en llocs com el Colisseu, el fòrum o els jardins del Vaticà. La guerra interrompé la filmació que s’acabà a Nova York. En una època en què la majoria de pel·lícules nord-americanes eren curtmetratges, la producció del llargmetratge (vuit bobines) fou molt seguida pels mitjans especialitzats del país. El 1918, es reestrena en una nova versió de només cinc bobines.